# Люсино
Лю́сино (бел. Лю́сіна) — агрогородок в Люсинском сельсовете Ганцевичского района Брестской области Белоруссии. Административный центр Люсинского сельсовета. Население — 1117 человек (2019).

## География
Люсино находится в 15 км к югу от Ганцевичей. Ближайшие населённые пункты — деревни Полонь (4 км к северу) и Маково (3 км к востоку). Через село проходит автодорога Р13 Ганцевичи — Лунинец и ж/д линия Барановичи — Лунинец. В агрогородке есть ж/д станция. 

### Гидрография
Местность принадлежит бассейну Днепра, рядом с восточной окраиной агрогородка течёт река Цна, вокруг Люсино существует сеть мелиоративных каналов со стоком в Цну.
Расположены озёра — Горное, Дубовское, Красное (иначе называют Люсинское).

## История
Первое упоминание о Люсино датируется XVI веком. Село было в шляхетской собственности, принадлежало Потоцким.
После второго раздела Речи Посполитой (1793) в составе Российской империи, в Минской губернии.
В конце XIX века здесь действовала православная церковь, согласно переписи 1897 года село насчитывало 57 дворов и 594 жителя, а в 1909 году 152 двора и 1009 жителей.
В 1902—1904 годах в Люсино жил и работал учителем писатель Якуб Колас, который начал здесь писать первую часть трилогии «На росстанях» — автобиографическую повесть «В полесской глуши», где изобразил жизнь и быт крестьян. В повести Люсино выведено под названием Тельшино. На базе школы в Люсино действует литературно-этнографический музей имени Якуба Коласа.
В феврале 1918 года село занято германскими войсками, в марте 1919 года — войсками Польши. Согласно Рижскому мирному договору (1921) деревня вошла в состав межвоенной Польши, где принадлежала Лунинецкому повету Полесского воеводства. В 1921 году насчитывала 190 домов и 1029 жителя. С 1939 года в составе БССР.
С 30 июня 1941 года по 7 июля 1944 года оккупирована немцами. 99 жителей села погибли в войну, в 1967 году в их память в центре деревни насыпан курган, на вершине которого установлен обелиск.

## Культура
- Литературно-этнографический музей имени Якуба Коласа на базе Люсинской средней школы

## Достопримечательности

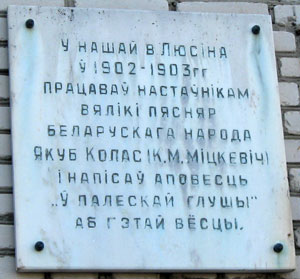
Мемориальная табличка на школе, в которой работал Якуб Колас

- Памятный знак на месте, где находилась школа, в которой с 1902 по 1904 годы работал Якуб Колас.
- Мемориальная доска Якубу Коласу на здании Люсинской средней школы.
- Памятник землякам, погибшим в войну.